# 蝦名大也
蝦名 大也（えびな ひろや、1959年（昭和34年）1月4日 - ）は、日本の政治家。前北海道釧路市長（4期）。

## 来歴
北海道釧路市出身。北海道釧路湖陵高等学校卒業。青山学院大学在学中から衆議院議員中川一郎の議員会館事務所に来てアルバイトをし、その後秘書となる。1983年、青山学院大学経済学部を中退する。その後中川の筆頭秘書であった鈴木宗男釧路事務所長となる。自民党所属の釧路市議会議員を2期務めた。
1999年（平成11年）、北海道議会議員選挙に釧路市選挙区（定数4）から無所属・自民党推薦で立候補。無所属新人の小畑保則を219票の僅差でかわし初当選した。道議を3期務めた。
2008年（平成20年）10月2日、伊東良孝釧路市長が第45回衆議院議員総選挙に立候補するため市長を辞職。これに伴い11月2日に行われた釧路市長選挙に、自民党出身ながら民主党・新党大地の支援も受けて「市民党」を標榜して立候補し、初当選した（自民党釧路市支部は、上田徳郎市議と共に市長選では異例の二名同時推薦という機関決定で支持表明をした）。
2012年（平成24年）10月21日、中家治子（市民団体役員・元横浜市議、日本共産党推薦）8,408票、八村弘昭（浄土真宗本願寺派弘宣寺副住職、無所属）1,393票に対し、40,977票を得るという圧倒的大差で再選された（投票率34.45%）。
2016年（平成26年）10月23日の市長選で元市議の石川明美を破り3選。
2020年（令和2年）10月18日の市長選で29,956票と対立候補票に対して－1,859票で4選。（元市議の鶴間秀典（23,658票）、松永俊雄（8,157票））。
2024年（令和）10月27日の市長選で前回に続いて出馬した鶴間に敗れ落選した。

## 人物

### 統一教会との関係
- 1998年（平成10年）、統一教会（現・世界平和統一家庭連合）に推薦を依頼。翌1999年（平成11年）の北海道議会議員選挙で初当選した[8]。
- 2012年（平成24年）と2016年（平成28年）の市長選挙の際、いずれも1回ずつ、釧路市内で統一教会の関係者40〜50人が集まる集会に参加し、挨拶をするとともに選挙の話をした。集会への参加は統一教会側からの依頼であった[9][10]。
- 2014年（平成26年）から2018年（平成30年）にかけて、統一教会の関連団体「天宙平和連合（UPF）」が主催するサイクリングイベント「ピースロード」に4回、公務として出席した[9][10]。

### 人柄
- 趣味は読書[1]。座右の銘は、初心忘るべからず[1]。